# Twee jongens en een oude auto
Twee jongens en een oude auto is een Nederlandse film uit 1969 in zwart-wit van Henk van der Linden, gebaseerd op een scenario van hemzelf. De film heeft als alternatieve titel De Rebellen van Madrao.

## Plot
De jongens Jan en Cor belanden plotseling in het revolutionaire Zuid-Amerika, waar ze in diverse avonturen verzeild raken, dan krijgen ze te maken met de ziekte pokken waarvoor ze een serum moeten vinden in het oerwoud om de plaatselijke bevolking beter te maken.

## Cast
| Acteur             | Personage       |
| ------------------ | --------------- |
| Jeu Consten        | Jan             |
| Cor van der Linden | Cor             |
| Claire Leistra     | zuster Clarissa |
| Hub Consten        | generaal Balboa |
| Toon van Loon      | dr. Lavereax    |

1896-1909 · 1910-19 · 1920-29 · 1930-39 · 1940-49 · 1950-59 · 1960-69 · 1970-79 · 1980-89 · 1990-99 · 2000-09 · 2010-19
· 2020-29